# 聖闘士星矢 ブレイブ・ソルジャーズ
『聖闘士星矢 ブレイブ・ソルジャーズ』（聖闘士星矢 BRAVE SOLDIERS、セイントセイヤ ブレイブ・ソルジャーズ）は、2013年10月17日にバンダイナムコゲームスから発売した車田正美の漫画およびアニメ『聖闘士星矢』を原作としたプレイステーション3用ゲームソフトである。

## 概要
同じPS3で発売された前作『聖闘士星矢戦記』のストーリーモードは十二宮編だけだったのに対し、本作はポセイドン編とハーデス編も収録されており、それに伴い登場人物も大幅に追加されている。また、前作では登場人物の影のつけ方はCG寄りだったが、本作はトゥーンシェーディングによりアニメに近い描写となっている。

## システム

### 小宇宙対戦バトルシステム
小宇宙ゲージ
体力ゲージとは別に画面下に表示されるゲージ。相手へ攻撃・時間経過・ボタン長押しで溜めた小宇宙ゲージを使用すると、通常より強力な攻撃を出すことが可能。
光速ムーブ
相手の攻撃を回避で無効にすることができる。近距離で使用すると相手の背後へ回り込め、遠距離で使用すると相手との間合いを一定まで詰めることができる。
必殺技
各キャラクター固有の必殺技を放つことができる。小宇宙ゲージを1つ消費することで空中での発動も可能。しかし、必殺技同士が激突すると相殺されてしまう。
バーストダッシュ
小宇宙ゲージを消費することで相手の懐深くまで一気に間合いを詰めることができる。空中でも使用可能。
バースト攻撃
小宇宙ゲージを消費することで相手を吹き飛ばしたり宙へ浮かせるといった、通常よりも強い攻撃を放つことができる。
セブンセンシズ覚醒
小宇宙ゲージのすぐ上にあるセブンセンシズゲージが溜まるとセブンセンシズを発動できる。攻撃力の上昇や受けたダメージの軽減、相手の防御を崩しやすくなる。
BBA（ビッグバンアタック）
小宇宙ゲージを3つ消費することで発動することができる。相手に当たるとアニメのような派手な演出が追加される。BBAはプレイヤーが選択できない固定式。

### セイントクロニクル
黄金十二宮編、ポセイドン編、ハーデス編の各ストーリーを追体験できるモード。

### オーブ
オーブをオーブBOXにセットすることでそのキャラの能力を強化できる。必殺技攻撃力の上昇・最大小宇宙ゲージの上昇などオーブによって様々な効果を生む。また、青銅色のオーブは青銅聖闘士専用、金色のオーブは黄金聖闘士専用など各闘士専用のオーブもある。オーブBOXは1つのBOXに最大8つのオーブをセットすることができる。BOXにセットする際、オーブ1つに対してBOX内のコストを複数個使用するものもある。
オーブは様々なモードのプレイ状況により解放（入手が可能）される。各オーブの獲得には規定の小宇宙ポイントが必要になり、それをゲーム内のショップで使って入手することができる。小宇宙ポイントはゲーム内の様々なモードをプレイすることで溜まる。

### オンラインバトル
ネットワーク上で他のプレイヤーと「プレイヤーマッチ」と「ランキングマッチ」形式のバトルができる。
プレイヤーマッチ
初期状態のキャラで他のプレイヤーと戦う「プレイヤーバトル」と、強化したキャラで戦う「カスタムバトル」のモードがある。
ランキングマッチ
プレイヤーマッチと同様に、初期状態で戦う「プレイヤーランクバトル」と強化状態で戦う「カスタムランクバトル」がある。
リーグ
ランキングマッチに参加したプレイヤーが所属する。他のプレイヤーとの10戦毎の戦績で所属するリーグが変化する。そのリーグで他のプレイヤーに規定数勝ち続けると一つ上のリーグへ昇格できる。反対に規定数負けてしまうと一つ下のリーグへ降格となる。リーグには最初に所属することとなる「セイントリーグ」以下、「ブロンズリーグ」「シルバーリーグ」「ゴールドリーグ」等がある。
称号
色々なモードを進めることで入手することのできる渾名。「究極の青銅聖闘士」「友情、努力、勝利の闘士」など多数の通り名がある。選択するとオンラインバトル時に体力ゲージの下に表示される。

### ギャラクシアンウォーズ
トーナメント戦を行うモード。参加人数は最大8人。相手の強さにより「ブロンズカップ」「シルバーカップ」「ゴールドカップ」「レジェンドカップ」と分かれており、カップ毎に様々なトーナメントがある。バトルステージはグラードコロッセオで、リングアナウンサーの実況が付いている。

### サバイバル
バトル終了後の体力ゲージの回復がされない状態で連続して相手と戦っていくモード。体力の回復やボーナスを入手するには各バトルで「チャレンジ」という条件の達成が必要である。倒した人数によって小宇宙ポイントが加算される。難易度に応じて「ブロンズクラス」「シルバークラス」「ゴールドクラス」「レジェンドクラス」「ゴッドクラス」がある。

### コレクション
キャラクタービューワー
使用可能となったキャラのキャラクターモデルを視聴できる。
カードギャラリー
プレイ中に入手した聖闘士星矢のカードを鑑賞できる。
トイギャラリー
プレイ中に入手した聖闘士聖衣神話等の映像を鑑賞できる。
その他にも「BBAビューワー」、「BGMプレーヤー」、「プレイヤーデータ」等、計6種の項目の閲覧が可能。

## 登場キャラクター

### 青銅聖闘士
ペガサス星矢（初期青銅聖衣 / 新生青銅聖衣 / 黄金新生青銅聖衣 / 最終青銅聖衣 / 射手座 星矢 / オーディーン 星矢 / 神聖衣 / 新生青銅聖衣 OCE / 訓練服 / 私服 / 最終青銅聖衣OCE / 神聖衣OCE）
声 - 森田成一
BBA - ペガサス流星拳（初期青銅、新生青銅、黄金新生青銅、訓練服） / ペガサス彗星拳（ 最終青銅、最終青銅OCE） / ペガサスローリングクラッシュ（私服） / サジタリアスの矢（射手座 星矢） / 真・ペガサス彗星拳（神聖衣、神聖衣OCE）
ドラゴン紫龍（初期青銅聖衣 / 脱衣 / 新生青銅聖衣 / 黄金新生青銅聖衣 / 最終青銅聖衣 / 天秤座 紫龍 / 私服 / 最終青銅聖衣OCE）
声 - 櫻井孝宏
BBA - 廬山昇龍覇（初期青銅、私服） / 廬山亢龍覇（脱衣） / エクスカリバー（新生青銅、黄金新生青銅） / 廬山龍飛翔（最終青銅、最終青銅OCE） / 廬山百龍覇（天秤座 紫龍）
キグナス氷河（初期青銅聖衣 / 新生青銅聖衣 / 黄金新生青銅聖衣 / 最終青銅聖衣 / 水瓶座 氷河 / 私服 / 最終青銅聖衣OCE）
声 - 三浦祥朗
BBA - ダイヤモンドダスト（初期青銅、私服） / オーロラ・サンダー・アタック（新生青銅） / オーロラエクスキューション（黄金新生青銅、最終青銅、最終青銅OCE、水瓶座 氷河）
アンドロメダ瞬（初期青銅聖衣 / 新生青銅聖衣 / 黄金新生青銅聖衣 / 最終青銅聖衣 / 乙女座 瞬 / 私服 / 最終青銅聖衣OCE）
声 - 粕谷雄太
BBA - ネビュラチェーン（初期青銅） / サンダーウェーブ（新生青銅、黄金新生青銅） / ネビュラストリーム（最終青銅、最終青銅OCE） / ネビュラストーム（私服）
フェニックス一輝（初期青銅聖衣 / 新生青銅聖衣 / 黄金新生青銅聖衣 / 最終青銅聖衣 / 獅子座 一輝 / 私服 / 最終青銅聖衣OCE）
声 - 小西克幸
BBA - 鳳翼天翔（初期青銅、新生青銅、黄金新生青銅） / 鳳凰幻魔拳（最終青銅、最終青銅OCE、私服）
一角獣星座 邪武
声 - 石川英郎
BBA - ユニコーンギャロップ
海ヘビ星座 市
声 - 小野坂昌也
BBA - メロウポイズン

### 白銀聖闘士
鷲星座 魔鈴 / 訓練服
声 - 井上富美子
BBA - イーグルトゥフラッシュ
蛇遣い星座 シャイナ / 訓練服
声 - 小松由佳
BBA - サンダークロウ
琴座 オルフェ
声 - 神谷浩史
BBA - ストリンガーフィーネ

### 黄金聖闘士
牡羊座 ムウ / 私服
声 - 山崎たくみ
BBA - スターライトエクスティンクション
牡牛座 アルデバラン
声 - 玄田哲章
BBA - グレートホーン
双子座 ???
声 - 置鮎龍太郎
BBA - アナザーディメンション
双子座 サガ
声 - 置鮎龍太郎
BBA - ギャラクシアンエクスプロージョン
双子座 カノン
声 - 置鮎龍太郎
BBA - ゴールデントライアングル
蟹座 デスマスク
声 - 田中亮一
BBA - 積尸気冥界波
獅子座 アイオリア / 訓練服
声 - 田中秀幸
BBA - ライトニングプラズマ
乙女座 シャカ
声 - 三ツ矢雄二
BBA - 天舞宝輪
天秤座 童虎
声 - 堀内賢雄
BBA - 廬山百龍覇
蠍座 ミロ
声 - 関俊彦
BBA - スカーレットニードル・アンタレス
射手座 アイオロス / 訓練服
声 - 屋良有作
BBA - アトミックサンダーボルト
山羊座 シュラ / 黄金聖衣OCE
声 - 草尾毅
BBA - ジャンピングストーン / エクスカリバー（黄金聖衣OCE）
水瓶座 カミュ / 私服
声 - 神奈延年
BBA - オーロラエクスキューション
魚座 アフロディーテ
声 - 難波圭一
BBA - ロイヤルデモンローズ
先代牡羊座 シオン
声 - 飛田展男
BBA - スターダストレボリューション

### 海闘士
海馬 バイアン
声 - 速水奨
BBA - ライジングビロウズ
海魔女 ソレント
声 - 塩屋翼
BBA - デッド・エンド・クライマックス
クリュサオル クリシュナ
声 - 佐藤正治
BBA - マハローシニー
スキュラ イオ
声 - 二又一成
BBA - ビッグトルネード
リュムナデス カーサ
声 - キートン山田
BBA - サラマンダーショック
クラーケン アイザック
声 - 中尾隆聖
BBA - オーロラボレアリス
海龍 カノン / 私服
声 - 置鮎龍太郎
BBA - ゴールデントライアングル / ギャラクシアンエクスプロージョン（私服）

### 冥闘士
牡羊座 シオン（冥衣）
声 - 飛田展男
BBA - クリスタルウォール
双子座 サガ（冥衣）
声 - 置鮎龍太郎
BBA - アナザーディメンション
蟹座 デスマスク（冥衣）
声 - 田中亮一
BBA - 積尸気冥界波
山羊座 シュラ（冥衣）
声 - 草尾毅
BBA - エクスカリバー
水瓶座 カミュ（冥衣）
声 - 神奈延年
BBA - ダイヤモンドダスト
魚座 アフロディーテ（冥衣）
声 - 難波圭一
BBA - ブラッディローズ
天猛星ワイバーン ラダマンティス
声 - 子安武人
BBA - グレイテストコーション
天雄星ガルーダ アイアコス 
声 - 三木眞一郎
BBA - ギャラクティカイリュージョン
天貴星グリフォン ミーノス
声 - 遠近孝一
BBA - コズミックマリオネーション

### 神
海皇 ポセイドン / タキシード
声 - 難波圭一
BBA - ポセイドンの鉾
冥王 ハーデス
声 - 大塚明夫
BBA - グレイテストエクリップス
死を司る神 タナトス
声 - 古川登志夫
BBA - テリブルプロビデンス
眠りを司る神 ヒュプノス
声 - 二又一成
BBA - エターナルドラウジネス
女神 アテナ
声 - 折笠富美子
BBA -

## 登場ステージ
- 白羊宮
- 金牛宮
- 双児宮
- 巨蟹宮
- 獅子宮
- 処女宮
- 天秤宮
- 天蠍宮
- 人馬宮
- 磨羯宮
- 宝瓶宮
- 双魚宮
- 白羊宮前
- 黄泉比良坂
- 沙羅双樹の園
- 教皇の間
- アテナ神殿
- 北太平洋の柱
- 南太平洋の柱
- インド洋の柱
- 南氷洋の柱
- 北氷洋の柱
- 北大西洋の柱
- 南大西洋の柱
- ポセイドン神殿
- メインブレドウィナ
- 冥界・黒き疾風の谷
- 冥界・第五獄
- ジュデッカ
- 嘆きの壁
- エリシオン
- ハーデス神殿
- グラードコロッセオ

## DLC
ダウンロードコンテンツ。随時、有料配信されていくコスチュームやキャラを追加ダウンロードすると、バトルやオンラインバトルで使用可能となる。
黄金聖衣シオン
初回封入特典。2013年10月17日配信。
ペガサス星矢 新生青銅聖衣 ORIGINAL COLOR EDITION
限定版ペガサスBOX封入特典。
ギリシアコスチュームセット
「ペガサス星矢 訓練服」「イーグル魔鈴 訓練服」「イーグル魔鈴 訓練服・素顔」「イーグル魔鈴 白銀聖衣・素顔」「オピュクスシャイナ 訓練服」「オピュクスシャイナ 訓練服・素顔」「オピュクスシャイナ 白銀聖衣・素顔」「レオアイオリア 訓練服」「サジタリアスアイオロス 訓練服」の9種セット。 2013年10月24日配信。
青銅聖闘士 Power Of Goldセット
「ペガサス星矢 黄金新生青銅聖衣」「ドラゴン紫龍 黄金新生青銅聖衣」「キグナス氷河 黄金新生青銅聖衣」「アンドロメダ瞬 黄金新生青銅聖衣」「フェニックス一輝 黄金新生青銅聖衣」の5種セット。2013年10月31日配信。
バルゴ 瞬
2013年11月7日配信。
レオ 一輝
2013年11月7日配信。
アナザーコスチュームセット
「カプリコーン シュラ 黄金聖衣OCE」「ジュリアン・ソロ タキシード」「シードラゴン カノン私服」「アリエス ムウ 私服」「アクエリアス カミュ 私服」の5種セット。2013年11月14日配信。
青銅聖闘士私服セット
「ペガサス星矢 私服」「ドラゴン紫龍 私服」「キグナス氷河 私服」「アンドロメダ瞬 私服」「フェニックス一輝 私服」の5セット。2013年11月21日配信。
オーディーン星矢
2013年11月21日配信。
青銅聖闘士最終青銅聖衣OCEセット
「ペガサス星矢 最終青銅聖衣OCE」「ドラゴン紫龍 最終青銅聖衣OCE」「キグナス氷河 最終青銅聖衣OCE」「アンドロメダ瞬 最終青銅聖衣OCE」「フェニックス一輝 最終青銅聖衣OCE」の5セット。2013年11月28日配信。
ペガサス星矢 神聖衣OCE
2013年11月28日配信。